# Emanuela Pierantozzi
Emanuela Pierantozzi (ur. 22 sierpnia 1968 w Bolonii) – włoska judoczka. Dwukrotna medalistka olimpijska.
Walczyła w trzech kategoriach wagowych (do 66, 72 i 78 kilogramów). Brała udział w trzech igrzyskach (IO 92, IO 96, IO 00), na dwóch zdobywała medale. Była druga w 1992 w wadze do 66 kilogramów i zajęła trzecie miejsce osiem lata później w wadze do 78 kilogramów. Triumfowała na mistrzostwach świata w 1989 i 1991, zdobyła brąz tej imprezy w 1997. Była wielokrotną medalistką mistrzostw Europy (złoto w 1989 i 1992; srebro w 1988, 1995 i 1996; brąz w 1991 i 1993). W dorobku ma cztery medale uniwersjady - dwa złote (1990 i 1996) i dwa brązowe (1988, w swojej kategorii i open). Zdobyła szereg medali na mistrzostwach Włoch, w tym sześciokrotnie zostawała mistrzynią kraju seniorów.